# Jaki Bradley
Jaki Bradley, es un director y guionista de cine y teatro estadounidense.

## Trayectoria
Jaki ha desarrollado proyectos para teatro, cine y televisión, incluida una serie original para FX, un largometraje de suspenso psicológico y varios proyectos teatrales.
La reciente dirección teatral de Jaki incluye White Noise en el teatro Berkeley Rep, Radio Island, Good Men Wanted en el New York Stage and Film, House Plant, 1969: The Second Man en el New York Theater Workshop: Next Door, Mama Metallica en el teatro Denver Center y Playing Hot en el Ars Nova/Pipeline Theater.
En cine, sus cortometrajes se han proyectado en el BFI Flare: Festival de Cine LGBTIQ+ de Londres, Frameline, NewFest, CHAIN (Mejor director de cortometraje narrativo) y NCGLFF (Premio del jurado: Mejor película estadounidense). Con su socio escritor Kevin Armento, escribió guiones para Netflix y Paramount Pictures, los desarrolló con Scott Free y Wonderland y recientemente vendió una serie a FX. 
El guion debut de Jaki y Kevin, Detox, apareció en la HIT List y Blood List de 2019 antes de venderse a XYZ Films. Su cortometraje Spa Day se estrenó en 2021. 
Jaki ha desarrollado y creado trabajos para compañías de teatro como The Public, Williamstown, Soho Rep, Clubbed Thumb, O'Neill y Arena Stage. Ha sido miembro del Civilians R&D Group, artista residente en Ars Nova, artista residente de Drama League y miembro de TV/Cine, miembro del Soho Rep Writer/Director Lab, Williamstown Directing Corps., Laboratorio del Director del Lincoln Center y becario Fulbright de EE. UU.
Dirigirá The One, una película de terror erótico estadounidense protagonizada por Nicholas Hoult, Melissa Barrera y Lana Condor. y será uno de los proyectos que será llevado al Marché du Film, la plataforma comercial del Festival de Cine de Cannes.

## Filmografía

### Largometrajes
| Año  | Película    | Acreditado como | Acreditado como | Notas                           |
| Año  | Película    | Director        | Guionista       | Notas                           |
| ---- | ----------- | --------------- | --------------- | ------------------------------- |
| 2019 | Last Ferry  | Sí              | No              | Debut como director en película |
| 2020 | The Big Ask | Sí              | Sí              | Cortometraje                    |
| 2021 | Treat       | Sí              | No              |                                 |
| 2021 | Spa Day     | Sí              | Sí              | Cortometraje                    |
| TBA  | The One     | Sí              | Sí              |                                 |